# Linden (Karolina Północna)
Linden – miasto w Stanach Zjednoczonych, w stanie Karolina Północna, w hrabstwie Cumberland.